# Isla Cola
La isla Cola es una isla de forma circular, con 2,3 kilómetros de diámetro, que alcanza una altitud máxima de 130 metros. Forma parte de las islas Andersson (o Águila), situadas entre la costa este de la península Trinidad y la isla Vega, en aguas del canal Príncipe Gustavo, en el extremo norte de la península Antártica. Se encuentra entre las islas Águila y Huevo, al sur del cabo Circular.

## Historia y toponimia
Probablemente fue vista por primera vez por la Expedición Antártica Sueca entre 1901 y 1904. Fue cartografiada en agosto de 1945 por el British Antarctic Survey y nombrada Tail por su forma y cercanía a las islas Águila, Pico y Huevo, ya que esta isla representaría la cola de un águila. La toponimia antártica de Argentina (de 1957 y 1970) y Chile (Instituto Hidrográfico de la Armada de Chile, 1961) tradujeron el nombre al castellano. En 1959 también figuró en Argentina como isla Rocosa.

## Reclamaciones territoriales
Argentina incluye a la isla en el departamento Antártida Argentina dentro de la provincia de Tierra del Fuego, Antártida e Islas del Atlántico Sur; para Chile forma parte de la comuna Antártica de la provincia Antártica Chilena dentro de la Región de Magallanes y de la Antártica Chilena; y para el Reino Unido integra el Territorio Antártico Británico. Las tres reclamaciones están sujetas a las disposiciones del Tratado Antártico.
Nomenclatura de los países reclamantes:
- Argentina: isla Cola[6][7]
- Chile: isla Cola[5]
- Reino Unido: Tail Island[3]